# The Fighter (Gym Class Heroes)
The Fighter è un singolo del gruppo musicale statunitense Gym Class Heroes, pubblicato nel 2012 ed estratto dall'album The Papercut Chronicles II. Al brano ha collaborato come cantante e produttore Ryan Tedder (OneRepublic).

## Tracce
- Download digitale

1. The Fighter (featuring Ryan Tedder) – 3:49
2. The Fighter (featuring Ryan Tedder = Pitched Version) – 3:43